# Storflyn (Hotagens socken, Jämtland, 709711-143570)
Storflyn är en sjö i Krokoms kommun i Jämtland och ingår i Indalsälvens huvudavrinningsområde. Sjön har en area på 0,493 kvadratkilometer och ligger 561,5 meter över havet. Storflyn ligger i Gråberget-Hotagsfjällen Natura 2000-område. Sjön avvattnas av vattendraget Foskvattsån.

## Delavrinningsområde
Storflyn ingår i det delavrinningsområde (709755-143453) som SMHI kallar för Utloppet av Storflyn. Medelhöjden är 599 meter över havet och ytan är 5,45 kvadratkilometer. Räknas de 15 avrinningsområdena uppströms in blir den ackumulerade arean 103,47 kvadratkilometer. Foskvattsån som avvattnar avrinningsområdet har biflödesordning 3, vilket innebär att vattnet flödar genom totalt 3 vattendrag innan det når havet efter 287 kilometer. Avrinningsområdet består mestadels av skog (91 procent). Avrinningsområdet har 0,49 kvadratkilometer vattenytor vilket ger det en sjöprocent på 9 procent.